# 大橋恭彦
大橋 恭彦（おおはし やすひこ、1910年 - 1994年7月17日）は、日本のジャーナリスト、経営者・映画雑誌編集者、映画・演劇評論家。
京都市生まれ。戦後、京都・都新聞（みやこしんぶん）文化部デスクを務める傍ら映画と演劇を担当した。
1946年、新聞記者時代に、既婚の身（娘ももうけていた）ながら1歳上の女優・沢村貞子と京都で出会い交際、大橋は上京して貞子と事実上の夫婦生活に入る。不倫の果ての事実婚生活を選んだ大橋だったが、離婚がなかなか認められず、正式に貞子と再婚したのは1968年だった。
上京後は、大映の宣伝部につとめた後に、独立して、通信社「共立通信社」を経営。1955年から、休刊中の雑誌「映画芸術」の発行を引き請け、編集発行するが、1970年に編集長の小川徹や社員と対立し、『映画芸術』を小川に譲り渡す。のち、フリーの映画・演劇評論家となった。放送文化基金ドラマ部門専門審査委員をつとめた。

## 著書
- 『テレビ注文帖 : あまから批評20年』光文社〈光文社文庫〉、1985年3月20日。NDLJP:12276071。

## 演じた俳優
橋爪淳（トットちゃん!、2017年)(テレビ朝日系列）